# George (Iowa)
George – miasto w Stanach Zjednoczonych, w stanie Iowa, w hrabstwie Lyon. Zgodnie ze spisem statystycznym z 2000 roku, miasto liczyło 1.051 mieszkańców.